# Ali Al-Daba
Ali Al-Daba es un deportista libio que compitió en taekwondo. Ganó una medalla de plata en el Campeonato Africano de Taekwondo de 1996 en la categoría de –83 kg.

## Palmarés internacional
| Campeonato Africano | Campeonato Africano       | Campeonato Africano | Campeonato Africano |
| Año                 | Lugar                     | Medalla             | Categoría           |
| ------------------- | ------------------------- | ------------------- | ------------------- |
| 1996                | Johannesburgo (Sudáfrica) | Medalla de plata    | –83 kg              |